# Octobre 2025
Cette page présente les faits marquants du mois d'octobre 2025.

## Événements
- 3 et 4 octobre : élections législatives en Tchéquie.
- 12 octobre : élection présidentielle au Cameroun.
- 13 octobre : clôture de l'Exposition universelle d'Osaka.
- 19 octobre : : élections générales (2d tour) en Bolivie.
- 25 octobre : élection présidentielle en Côte d'Ivoire.
- 26 octobre : élections législatives (es) en Argentine.
- 29 octobre : élections législatives aux Pays-Bas.

## Astronomie
- fin octobre : la comète interstellaire 3I/ATLAS, découverte le 1er juillet de la même année, atteint son point le plus proche du Soleil[1].

## Environnement et climat
- x

## Culture
- x